# 稲荷山公園駅

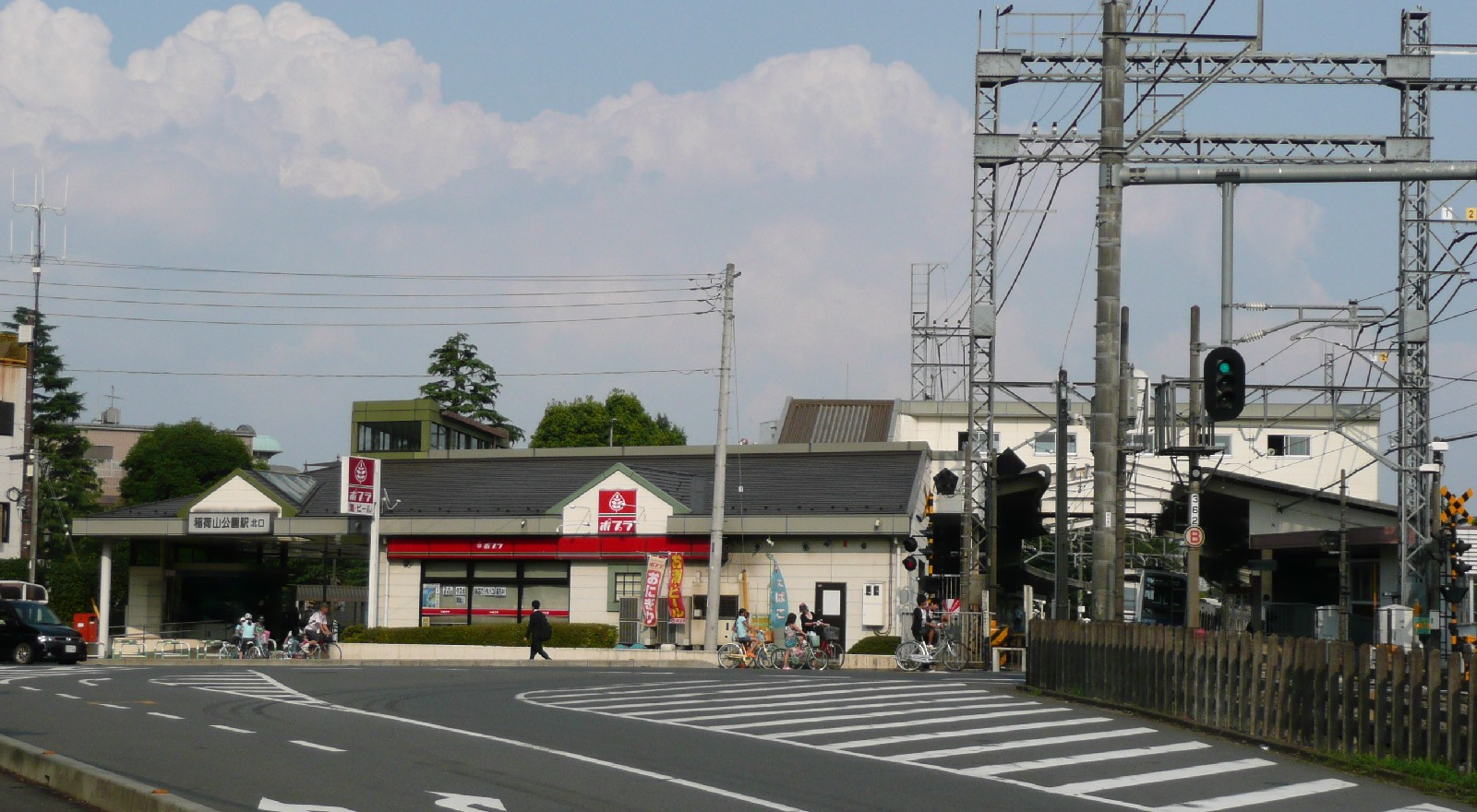
北口（2008年7月）

稲荷山公園駅（いなりやまこうえんえき）は、埼玉県狭山市稲荷山一丁目にある、西武鉄道池袋線の駅である。駅番号はSI22。

## 歴史
- 1933年（昭和8年）4月1日：開業。当初の駅構造は単式ホーム1面1線[1]。
- 1968年（昭和43年）11月13日：武蔵藤沢駅 - 入間市駅間複線化と共に、当駅の構造が相対式ホーム2面2線となる[1]。
- 1988年（昭和63年）3月21日：駅舎改築に伴い、新設された跨線橋の使用を開始する。
- 2024年（令和6年）4月1日：駅係員によるインターホンでご案内する遠隔対応駅へ変更するとともに、窓口での切符等の販売を終了[2][3]。

## 駅構造
相対式ホーム2面2線を有する地上駅。線路とホームは駅の東側で南向きにカーブしていて、その辺りには屋根はない。なお、ホームの一部に列車との間隙が広い箇所がある。
2番ホームに接した南口には自動券売機が設置されていないが、始発より終電車まで使用できる。トイレは1番ホーム側にあり、車椅子・オストメイトでの利用に対応した個室もある。
ホームの一部は航空自衛隊入間基地に面しており、直接出入りできる場所が確保されていて、毎年11月3日に開催される入間基地航空祭開催時にはその場所を臨時改札口として使用している。

### のりば
| ホーム | 路線   | 方向 | 行先                               |
| ------ | ------ | ---- | ---------------------------------- |
| 1      | 池袋線 | 上り | 所沢・池袋・新木場・渋谷・横浜方面 |
| 2      | 池袋線 | 下り | 飯能・西武秩父方面                 |

（出典：西武鉄道:駅構内図）
- 副都心線直通列車は2013年3月16日実施のダイヤ改正で、日中は当駅に停車しなくなった[注釈 1]。このため、日中時間帯に当駅から副都心線方面へ乗降する場合は、途中の小手指駅などで乗換える必要があり、該当する列車には接近時に流れる放送でその旨が伝えられる。ただし、入間基地航空祭開催時は一部の快速急行が急行・快速・準急として運行するため、副都心線直通列車に乗換なしで乗車できる。

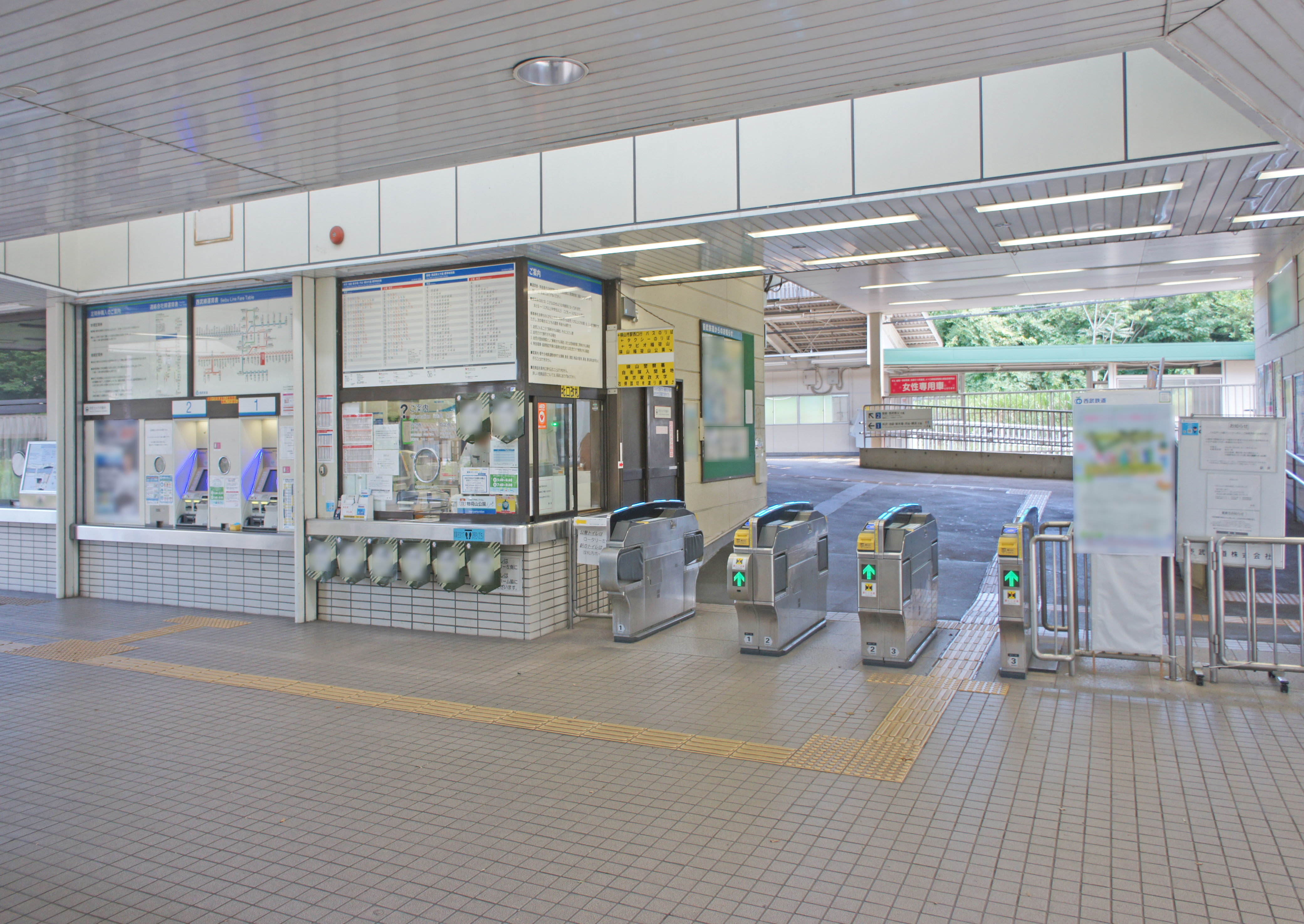
北口改札（2022年7月）
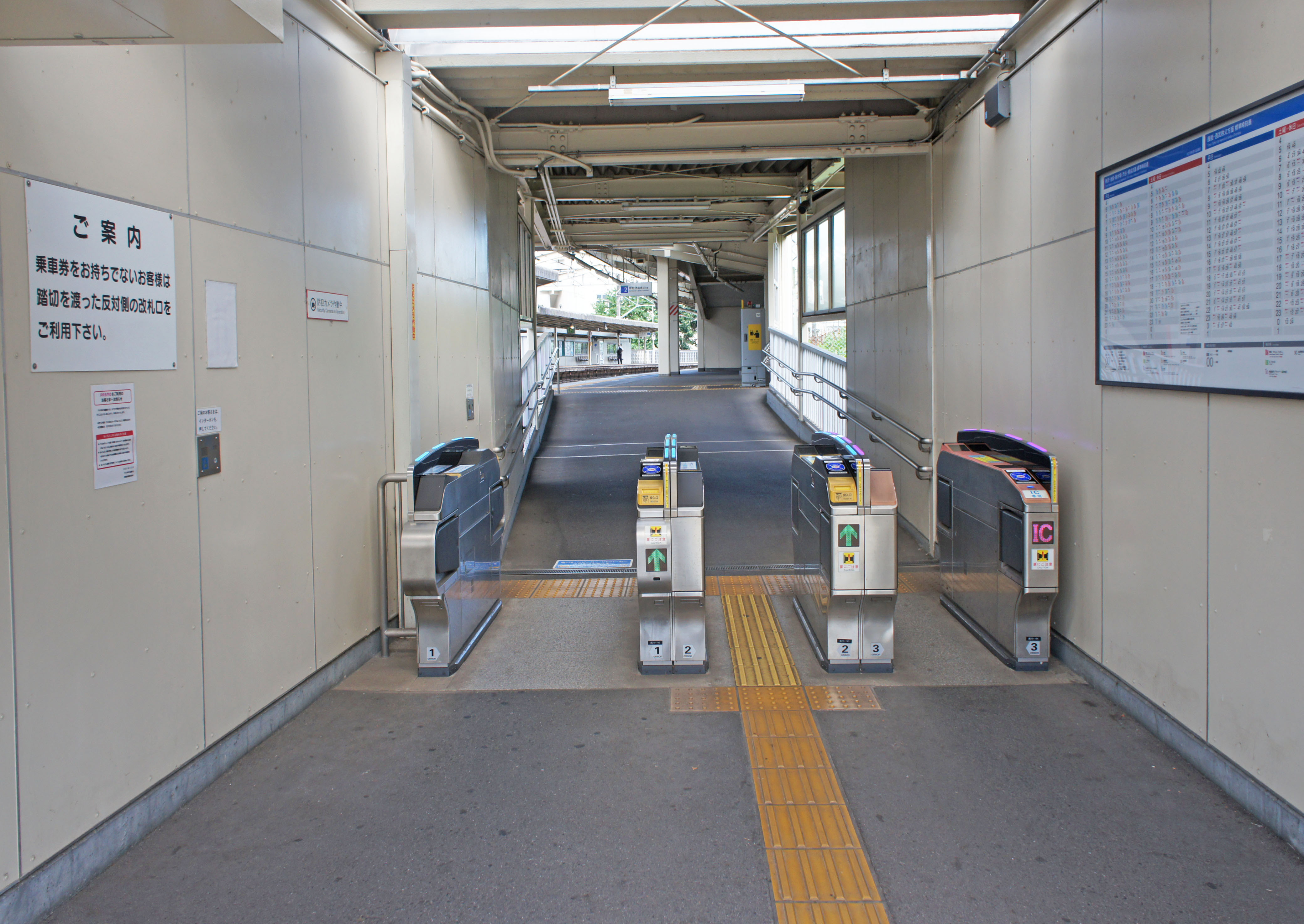
南口改札（2022年7月）
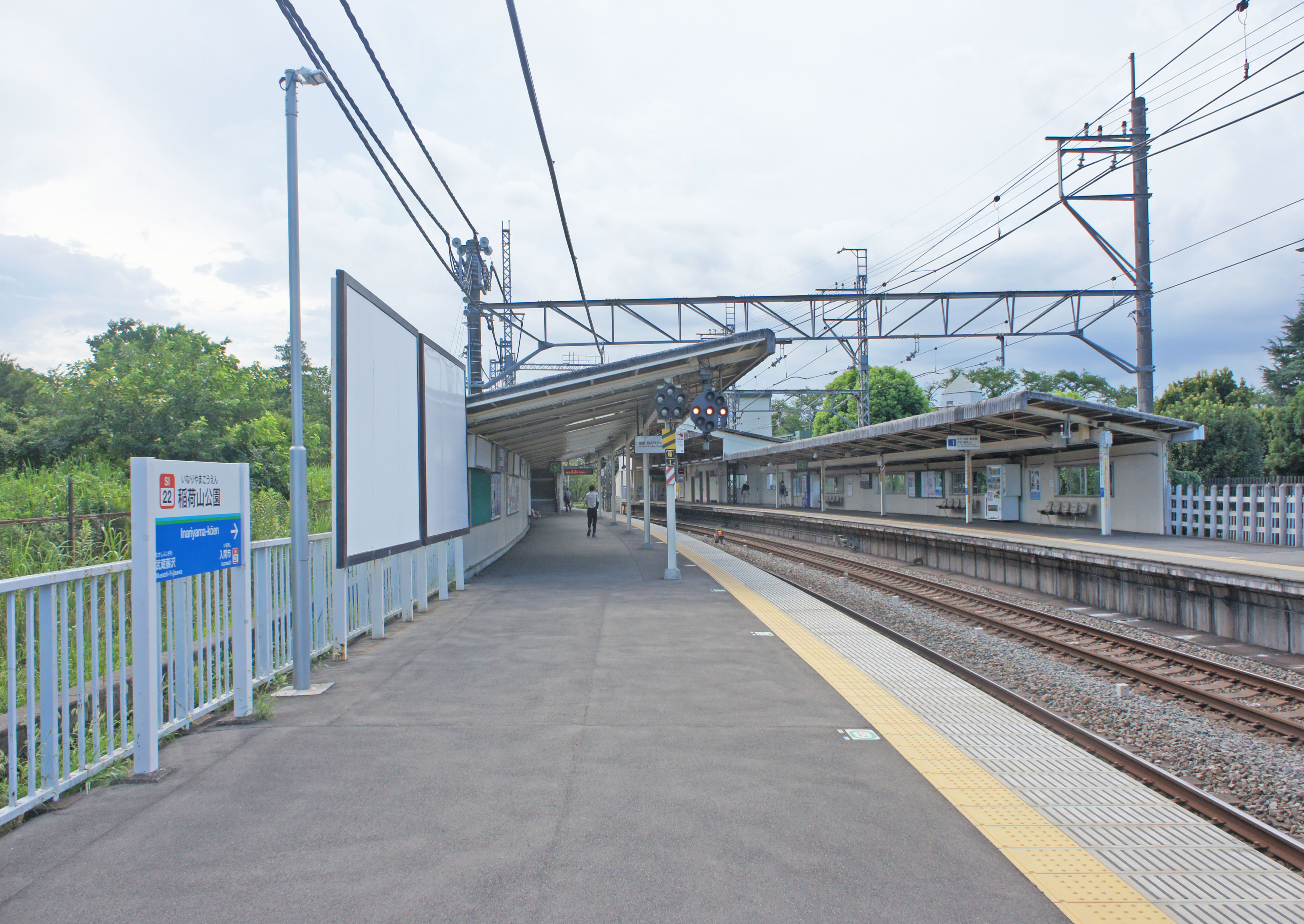
ホーム（2022年7月）

## 利用状況
2024年（令和6年）度の1日平均乗降人員は9,589人であり、西武鉄道全92駅中68位。池袋線内の急行停車駅としては元加治駅に次いで利用者が少ない。なお、毎年20万人以上の観客で賑わう入間基地航空祭当日は混雑する（後述）。一方、2019年度は池袋線のひばりヶ丘駅から飯能駅間の駅では唯一増加となった。
近年の1日平均乗降人員および乗車人員の推移は下記の通り。
| 年度               | 1日平均 乗降人員 | 1日平均 乗車人員 | 出典     |
| ------------------ | ---------------- | ---------------- | -------- |
| 1990年（平成02年） | 11,143           | 5,565            |          |
| 1991年（平成03年） | 11,500           | 5,747            |          |
| 1992年（平成04年） | 11,850           | 5,940            |          |
| 1993年（平成05年） | 12,210           | 6,114            |          |
| 1994年（平成06年） | 11,937           | 5,953            |          |
| 1995年（平成07年） | 11,989           | 5,937            |          |
| 1996年（平成08年） | 11,641           | 5,814            |          |
| 1997年（平成09年） | 11,410           | 5,746            |          |
| 1998年（平成10年） | 11,303           | 5,811            |          |
| 1999年（平成11年） | 11,000           | 5,639            | [ * 1 ]  |
| 2000年（平成12年） | 10,833           | 5,500            | [ * 2 ]  |
| 2001年（平成13年） | 11,175           | 5,650            | [ * 3 ]  |
| 2002年（平成14年） | 11,247           | 5,706            | [ * 4 ]  |
| 2003年（平成15年） | 11,321           | 5,733            | [ * 5 ]  |
| 2004年（平成16年） | 11,287           | 5,721            | [ * 6 ]  |
| 2005年（平成17年） | 11,429           | 5,793            | [ * 7 ]  |
| 2006年（平成18年） | 10,570           | 5,360            | [ * 8 ]  |
| 2007年（平成19年） | 9,486            | 4,798            | [ * 9 ]  |
| 2008年（平成20年） | 9,452            | 4,772            | [ * 10 ] |
| 2009年（平成21年） | 8,463            | 4,268            | [ * 11 ] |
| 2010年（平成22年） | 8,457            | 4,253            | [ * 12 ] |
| 2011年（平成23年） | 8,396            | 4,185            | [ * 13 ] |
| 2012年（平成24年） | 8,502            | 4,264            | [ * 14 ] |
| 2013年（平成25年） | 8,780            | 4,395            | [ * 15 ] |
| 2014年（平成26年） | 8,975            | 4,492            | [ * 16 ] |
| 2015年（平成27年） | 9,503            | 4,757            | [ * 17 ] |
| 2016年（平成28年） | 9,592            | 4,803            | [ * 18 ] |
| 2017年（平成29年） | 9,896            | 4,960            | [ * 19 ] |
| 2018年（平成30年） | 9,990            | 5,011            | [ * 20 ] |
| 2019年（令和元年） | 10,053           | 5,038            | [ * 21 ] |
| 2020年（令和02年） | 6,377            | 3,207            | [ * 22 ] |
| 2021年（令和03年） | 7,518            |                  |          |
| 2022年（令和04年） | 8,657            |                  |          |
| 2023年（令和05年） | 8,986            |                  |          |
| 2024年（令和06年） | 9,589            |                  |          |

## 駅周辺
当駅は、自衛隊基地の中を旅客鉄道が通る区間にあるという日本では珍しい立地となっているが、もともとは1915年（大正14年）に武蔵野鉄道（現：西武鉄道）によって武蔵野線（現在の西武池袋線であり、JRの武蔵野線とは無関係）が開業し、1933年（昭和8年）に当駅が開業したのが先である。その後、1938年（昭和13年）に陸軍航空士官学校分校が所沢陸軍飛行場から線路の東側に移転し、1940年（昭和15年）に豊岡陸軍飛行場（現：航空自衛隊入間基地）が完成した。その後も敷地の拡大が続き、線路を跨いだ西側も敷地に編入されていったことから、結果的に基地内を鉄道が走っているようになったのである。
なお、駅前の商業施設は改札脇にあるコンビニエンスストア「ポプラ」や駅出口近くの不動産店程度であり、付近の自衛隊官舎を除けば住宅は少なめである。一方、狭山稲荷山公園、狭山市立博物館、狭山市第二環境センター（稲荷山環境センター）、ふれあい健康センター サピオ稲荷山など、基地からの返還地を利用した公共施設がいくつか立地している。
西武新宿線の狭山市駅が当駅から約2 kmの場所にあり、路線バスで5分程で結ばれている。

### 北口
- タクシー乗り場
- 航空自衛隊入間基地
- 埼玉県営狭山稲荷山公園
  - 稲荷山公園古墳群
  - 狭山市立博物館
- 狭山市ふれあい健康センター サピオ稲荷山
- 狭山市立中央児童館
  - 狭山市子育てプレイス稲荷山
- 狭山市第二環境センター（稲荷山環境センター）
- 西狭山病院
- 狭山鵜ノ木郵便局

### 南口
- 埼玉県狭山警察署
- 埼玉県狭山保健所
- 東京家政大学 狭山キャンパス
- 埼玉県立狭山経済高等学校
- 埼玉県立入間向陽高等学校
- 埼玉県営彩の森入間公園
- ジョンソン・タウン

### バス路線
- 西武バス（狭山営業所担当）
  - 狭山28：狭山市駅西口
- 狭山市内循環バス「茶の花号」（西武バス狭山営業所担当） ※駅前ロータリー北寄りのサピオ稲荷山側より発着。
  - 通勤通学コース（稲荷山公園駅）：日生団地

### 入間基地航空祭
毎年11月3日には、隣接する航空自衛隊入間基地において「入間基地航空祭」が開催されており、自衛隊機による展示飛行や、ブルーインパルスによるアクロバット飛行が見られる。2010年には動員数が過去最高の28万人に達した。
当日は入間市行の臨時列車が運行されるほか、特急が（2013年のみ快速急行も）臨時停車する。また、西武鉄道の社員が多数配置されて交通整理にあたるほか、ホームの所沢方面に臨時改札口が設けられて臨時の基地出入口に続いている。

### 踏切問題
当駅に隣接する踏切（稲荷山公園1号踏切）は、狭山市と入間市の中心市街地を結ぶ都市計画道路（入間狭山縦貫道路）のものである。同道路と並行する国道16号は入間市駅北口再開発の遅れにより道路の拡幅がなされていないことで慢性的に渋滞が発生するため、その迂回路としても利用されることから交通量が多く、国土交通省が実施した調査においても稲荷山公園1号踏切は「ボトルネック踏切」と指摘されている。
このような状況に鑑み、狭山市は関係各所に働きかけ、入間狭山縦貫道路の立体交差（アンダーパス）化による稲荷山公園1号踏切廃止案のほか、池袋線を掘割構造化し稲荷山公園1号踏切のほか入間基地内に位置する武蔵藤沢5号踏切の両踏切を廃止する案を提起した。
同案が実現した場合、国道16号を経由しないで入間市と狭山市の中心市街地を直接結ぶバス路線の開設が可能になるほか、交通渋滞が解消されることにより入間狭山縦貫道路が都市計画道路として本来の機能が発揮できるとされる。さらに、踏切によって分断されている入間基地敷地の一体化、およびホームの有効長や幅員に余裕を持たせたり、駅移設や線形改善による通過速度制限の緩和などの効果があるとしている。もっとも、両案ともに狭山市の財政事情や関係機関との調整不調により実現の目途は立っていない。

## 付記
- 1945年（昭和20年）11月20日から1982年（昭和57年）12月20日までは、当駅と武蔵藤沢駅との間に下原駅という貨物駅があった。同駅は、池袋線と入間基地への貨物輸送などに使用する専用線との分岐点であった。
- 両隣の入間市駅と武蔵藤沢駅は入間市内にあるが、当駅は狭山市内にある。

## 隣の駅
西武鉄道

 池袋線
■快速急行
通過
■急行・■通勤急行・■快速・■準急・■各駅停車（通勤急行は上りのみ運転）
武蔵藤沢駅 (SI21) - 稲荷山公園駅 (SI22) - 入間市駅 (SI23)